# Imre Németh
Imre Németh (Hungría, 23 de septiembre de 1917-18 de agosto de 1989) fue un atleta húngaro, especialista en la prueba de lanzamiento de martillo en la que llegó a ser campeón olímpico en 1948.

## Carrera deportiva
En los JJ. OO. de Londres 1948 ganó la medalla de oro en el lanzamiento de martillo, llegando hasta los 56.07 metros, superando al yugoslavo Ivan Gubijan (plata) y al estadounidense Robert Bennett.
Cuatro años después, en los JJ. OO. de Helsinki 1952 ganó el bronce, con una marca de 57.74 metros, tras su compatriota József Csermák que con 60.34 metros batió el récord del mundo, y el alemán Karl Storch (plata).